# Bracon centralis
Bracon centralis är en stekelart som beskrevs av Cresson 1865. Bracon centralis ingår i släktet Bracon och familjen bracksteklar. Inga underarter finns listade.